# DJ Troubl'
DJ Troubl', parfois stylisé DJ Troubl, alias Uz (ƱZ), est un disc jockey et producteur français originaire de Poitiers. Il a récemment révélé être le DJ se cachant sous le pseudonyme UZ.

## Biographie
En 2006, il devient vice-champion du monde DMC Battle for World Supremacy 2006. Il devient DJ du groupe Antihero, pour lequel il produit entièrement le premier album Come in Peace or Loose your Teeth, avant de se lier d'amitié avec Grems en 2007.
En 2017, il révèle être Uz, dans le but de « se faire entendre »,.

## Discographie
- Fetish (EP 5 titres)
- Avalanche Feat Moona (LP 8 titres)
- No Control Remix Feat Moona (EP 2 titres)
- Comin In Da Club Wit Dat (single) ITunes / Beatport.
- Who's The Fool Feat Foreign Beggars, Moona, Grems & Nt4 (EP 8 titres)
- No Control Feat Moona (EP)
- Let's Go (EP)
- Dubabreaks Vol.2
- Money on My Mind (Single)
- Dubabreaks Vol.1
- 2007 : Antihero - Come In Peace or Loose Your Teeth
- Antihero - ACW (EP vinyle)
- Brikabreaks Vol.2
- Brikabreaks Vol.1